# サクラトウコウ
サクラトウコウ（欧字名:Sakura Toko、1981年3月11日 - 2006年11月17日）は、日本の競走馬、種牡馬。主な勝ち鞍に1983年の函館3歳ステークス、1986年の七夕賞。
種牡馬としては1994年の天皇賞・秋を制したネーハイシーザーなどの活躍馬を輩出。全弟に1987年の朝日杯3歳ステークス、1988年の東京優駿などを制したサクラチヨノオー、半弟に1988年の朝日杯3歳ステークスなどを制したサクラホクトオーがいる。

## 競走馬時代
1983年8月6日、函館競馬場第3Rの3歳新馬戦でデビュー。2着に敗れるも27日の新馬戦にて勝利した。翌9月、函館3歳ステークス(グレード制導入前)を優勝した。続いて京成杯3歳ステークス、スプリングステークスを4着、2着(1着はビゼンニシキ)と好走するも、脚部不安により残りの春シーズンを棒に振り、京都新聞杯に出走するも3番人気を裏切る8着に敗れた。さらに菊花賞、ダービー卿チャレンジトロフィーも着外に終わり、年末のクリスマスステークスでようやく1年振りの勝利を掴んだ。その後はニューイヤーステークス2着を挟み、5ヶ月後の吾妻小富士賞を2着。そしてGⅢ・七夕賞に出走し見事優勝した。このレースを最後に競走馬を引退する。

## 競走成績
以下の内容は、netkeiba.comに基づく。
| 競走日     | 競馬場 | 競走名        | 格   | 距離（馬場）  | 頭 数 | 枠 番 | 馬 番 | オッズ （人気） | 着順 | タイム （上り3F） | 着差 | 騎手    | 斤量 [kg] | 1着馬（2着馬）         | 馬体重 [kg] |
| ---------- | ------ | ------------- | ---- | ------------- | ----- | ----- | ----- | --------------- | ---- | ----------------- | ---- | ------- | --------- | ---------------------- | ----------- |
| 1983.08.06 | 函館   | 3歳新馬       |      | 芝1200m（良） | 6     | 5     | 5     | 002.90（2人）   | 02着 | R1:12.00000000    | -0.2 | 0東信二 | 53        | ワッカオー             |             |
| 0000.08.27 | 函館   | 3歳新馬       |      | 芝1000m（良） | 7     | 2     | 2     | 001.20（1人）   | 01着 | R0:58.30000000    | -1.9 | 0東信二 | 53        | （アドバンスボーイ）   |             |
| 0000.09.25 | 函館   | 函館3歳S      | 重賞 | 芝1200m（不） | 12    | 7     | 9     | 003.10（1人）   | 01着 | R1:14.70000000    | -0.3 | 0東信二 | 53        | （リキサンパワー）     |             |
| 0000.11.06 | 東京   | 京成杯3歳S    | 重賞 | 芝1400m（不） | 12    | 2     | 2     | 003.40（1人）   | 04着 | R1:26.50000000    | -0.9 | 0東信二 | 54        | ハーディービジョン     |             |
| 1984.03.25 | 中山   | スプリングS   | GII  | 芝1800m（良） | 13    | 7     | 10    | 011.90（3人）   | 02着 | R1:50.70000000    | -0.1 | 0小島太 | 56        | ビゼンニシキ           |             |
| 0000.10.21 | 京都   | 京都新聞杯    | GII  | 芝2200m（良） | 18    | 1     | 2     | 009.00（3人）   | 08着 | R2:15.80000000    | -1.2 | 0小島太 | 57        | ニシノライデン         |             |
| 0000.11.11 | 京都   | 菊花賞        | GI   | 芝3000m（稍） | 18    | 5     | 9     | 023.40（5人）   | 09着 | R3:10.40000000    | -3.6 | 0東信二 | 57        | シンボリルドルフ       |             |
| 0000.12.02 | 中山   | ダービー卿CT  | GIII | 芝1600m（良） | 17    | 4     | 8     | 006.50（2人）   | 07着 | R1:34.00000000    | -0.5 | 0小島太 | 53        | トウショウペガサス     |             |
| 0000.12.22 | 中山   | クリスマスS   | OP   | 芝1600m（稍） | 15    | 5     | 9     | 004.10（1人）   | 01着 | R1:34.20000000    | -0.2 | 0小島太 | 54        | （ウメノフーリン）     |             |
| 1985.01.07 | 中山   | ニューイヤーS | OP   | 芝1600m（良） | 14    | 7     | 11    | 002.00（1人）   | 02着 | R1:34.50000000    | -0.2 | 0小島太 | 56        | ウメノフーリン         |             |
| 1986.06.21 | 福島   | 吾妻小富士賞  | OP   | 芝1800m（良） | 7     | 4     | 4     | 007.40（5人）   | 02着 | R1:47.4（35.3）   | -0.2 | 0東信二 | 56        | ダイヤモンドラーン     | 500         |
| 0000.07.06 | 福島   | 七夕賞        | GIII | 芝2000m（不） | 13    | 7     | 11    | 008.00（5人）   | 01着 | R2:03.7（38.2）   | -0.2 | 0東信二 | 56        | （ダイヤモンドラーン） | 496         |

## 種牡馬時代
引退後は血統が評価されて種牡馬となり、天皇賞（秋）に優勝したネーハイシーザーをはじめ活躍馬を多く輩出した。産駒にはスピードに秀でた馬が多く、ネーハイシーザーやマルタカトウコウは多くのレコードタイムを更新した快速馬として知られる。その後2003年10月2日付で用途変更、種牡馬を引退した。晩年は生まれ故郷の谷岡牧場で過ごし、2006年11月17日に老衰で死亡した。25歳没。谷岡牧場に墓標がある。

### 主な産駒
- 1990年産
  - ネーハイシーザー（天皇賞（秋）、毎日王冠、産経大阪杯、京阪杯、中日スポーツ賞4歳ステークス）
  - マルタカトウコウ（栗東ステークス(OP)2回、プロキオンステークス[注釈 2](OP)）
- 1991年産
  - スガノオージ（毎日王冠、カブトヤマ記念）
- 1996年産
  - ゴルデンコーク（サラブレッド3歳優駿、サラブレッドヤングチャンピオン、ゴールドジュニア）
  - ミハタオウジャ（坂東太郎賞、宇都宮記念、織姫賞）
- 1998年産
  - コイノボリ（三歳優駿）

### ブルードメアサイアーとしての主な産駒
- 2002年産
  - スーパーハリケーン（父ヤマニンゼファー、洪水からの生還で知られる）
- 2004年産
  - ボスアミーゴ（父アドマイヤボス、ジュニアグランプリ、オパールカップ、きんもくせい賞）

## 血統表
| サクラトウコウの血統（マルゼンスキー系（ニジンスキー系）） | サクラトウコウの血統（マルゼンスキー系（ニジンスキー系）） | サクラトウコウの血統（マルゼンスキー系（ニジンスキー系）） | （血統表の出典）         | （血統表の出典） |
| 父 マルゼンスキー 1974 鹿毛                                | 父の父Nijinsky 1967 鹿毛                                   | Northern Dancer                                            | Nearctic                 | Nearctic         |
| 父 マルゼンスキー 1974 鹿毛                                | 父の父Nijinsky 1967 鹿毛                                   | Northern Dancer                                            | Natalma                  |                  |
| 父 マルゼンスキー 1974 鹿毛                                | 父の父Nijinsky 1967 鹿毛                                   | Flaming Page                                               | Bull Page                | Bull Page        |
| 父 マルゼンスキー 1974 鹿毛                                | 父の父Nijinsky 1967 鹿毛                                   | Flaming Page                                               | Flaring Top              |                  |
| 父 マルゼンスキー 1974 鹿毛                                | 父の母*シル Shill 1970 鹿毛                                | Buckpasser                                                 | Tom Fool                 | Tom Fool         |
| 父 マルゼンスキー 1974 鹿毛                                | 父の母*シル Shill 1970 鹿毛                                | Buckpasser                                                 | Busanda                  |                  |
| 父 マルゼンスキー 1974 鹿毛                                | 父の母*シル Shill 1970 鹿毛                                | Quill                                                      | Princequillo             | Princequillo     |
| 父 マルゼンスキー 1974 鹿毛                                | 父の母*シル Shill 1970 鹿毛                                | Quill                                                      | Quick Touch              |                  |
| 母 サクラセダン 1972 鹿毛                                  | 母の父*セダン Sedan 1955 鹿毛                              | Prince Bio                                                 | Prince Rose              | Prince Rose      |
| 母 サクラセダン 1972 鹿毛                                  | 母の父*セダン Sedan 1955 鹿毛                              | Prince Bio                                                 | Biologie                 |                  |
| 母 サクラセダン 1972 鹿毛                                  | 母の父*セダン Sedan 1955 鹿毛                              | Sraffa                                                     | Oresenigo                | Oresenigo        |
| 母 サクラセダン 1972 鹿毛                                  | 母の父*セダン Sedan 1955 鹿毛                              | Sraffa                                                     | Signa                    |                  |
| 母 サクラセダン 1972 鹿毛                                  | 母の母*スワンズウッドグローヴ Swanswood Grove 1960 黒鹿毛  | Grey Sovereign                                             | Nasrullah                | Nasrullah        |
| 母 サクラセダン 1972 鹿毛                                  | 母の母*スワンズウッドグローヴ Swanswood Grove 1960 黒鹿毛  | Grey Sovereign                                             | Kong                     |                  |
| 母 サクラセダン 1972 鹿毛                                  | 母の母*スワンズウッドグローヴ Swanswood Grove 1960 黒鹿毛  | Fakhry                                                     | Mahmoud                  | Mahmoud          |
| 母 サクラセダン 1972 鹿毛                                  | 母の母*スワンズウッドグローヴ Swanswood Grove 1960 黒鹿毛  | Fakhry                                                     | Fille de Salut F-No.16-a |                  |